# Franciszek Wolfarth
Franciszek Ksawery baron Wolfarth herbu własnego (ur. 2 grudnia 1835?, zm. 31 stycznia 1898 w Kurzanach) – polski ziemianin, prawnik, urzędnik, przedsiębiorca naftowy, polityk demokratyczny, poseł do galicyjskiego Sejmu Krajowego i austriackiej Rady Państwa.

## Życiorys
Uczył się w gimnazjach w Samborze, Tarnopolu i Lwowie, gdzie zdał maturę (1855). Ukończył studia na wydziale prawa uniwersytetu we Lwowie (1859). Następnie pracował w administracji i sądownictwie galicyjskim. Od 1859 był praktykantem koncepcyjnym w Namiestnictwie Galicyjskim (1859-1863), przez pewien czas tymczasowo przydzielony do Starostwa w Drohobyczu. Następnie aktuariusz w Starostwie powiatowym w Peczeniżynie (1863-1867). Potem był adiunktem w Sądzie Powiatowym w Kołomyi (1868-1874) potem oddelegowany do Sądu Powiatowego w Obertynie, pow. horodeński gdzie był zastępcą sędziego (1874-1875). Sędzia Sądu Powiatowego w Wojniłowie, powiat kałuski (1875-1882). W 1882 przeszedł w stan spoczynku.
Ziemianin, właściciel dóbr Kurzany w pow. brzeżańskim, właściciel kopalni ropy naftowej, od 1884 wraz ze Stanisławem Szczepanowskim współwłaściciel przedsiębiorstwa wydobycia ropy naftowej „Posturski-Szczepanowski-Wolfarth”. Od 1881 członek oddziału kałusko-wojniłowskiego Galicyjskiego Towarzystwa Pszczelniczo-Ogrodniczego. Członek oddziału brzeżańsko-podhajeckiego Galicyjskiego Towarzystwa Gospodarskiego we Lwowie (1883-1896). Zastępca prezesa Wydziału Okręgowego w Brzeżanach Galicyjskiego Towarzystwa Kredytowego Ziemskiego (1885-1896). Prezes tow. „Bursa dla ubogiej młodzieży w Brzeżanach” (1887,1891-1896).
Politycznie związany z demokratami. Poseł na galicyjski Sejm Krajowy IV kadencji (20 marca 1880 – 21 października 1882), wybrany w kurii IV (gmin wiejskich) z okręgu wyborczego nr 35 Okręg Kałusz-Wojniłów w miejsce zmarłego w 1879 Jakuba Kulczyckiego. Członek Rady Powiatowej w Brzeżanach wybrany z grupy większej własności oraz prezes Wydziału Powiatowego w Brzeżanach (1891-1897). Poseł do austriackiej Rady Państwa VIII kadencji (9 kwietnia 1891 – 22 stycznia 1897), wybrany w kurii IV z okręgu wyborczego nr 21 (Brzeżany-Kozowa-Rohatyn-Bursztyn-Podhajce-Wiśniowczyk). W parlamencie należał do frakcji posłów demokratycznych Koła Polskiego w Wiedniu.

## Rodzina i życie prywatne
Pochodził z rodziny austriackiej, osiadłej w Galicji na przełomie XVIII i XIX wieku. Syn Karola, urzędnika skarbowego, jego bratem był radca namiestnictwa Karol (1823-1911). Wraz z bratem otrzymali w 1885 tytuł baronowski. Dwukrotnie wchodził w związki małżeńskie 1) z Matyldą Sokal – miał z nią syna Bronisława Juliana (1864–1902) i 2) z Kazimierą Kaczkowską – z którą miał córkę.
Jego wnukiem był starosta gostyński Juliusz Wolfarth, zaś prawnukiem farmakolog Stanisław Wolfarth.